# Gasparia mangamuka
Gasparia mangamuka là một loài nhện trong họ Toxopidae.
Loài này thuộc chi Gasparia. Gasparia mangamuka được miêu tả năm 1970 bởi Raymond Robert Forster.